# Tanjiacai
Bei dem Begriff Tanjiacai (chinesisch 谭家菜 – „Gerichte der Familie Tan“) der chinesischen Küche handelt es sich um die Gerichte und Küche einer berühmten Beamtenfamilie aus Peking.